# Liste der FFH-Gebiete im Landkreis Mühldorf am Inn
Die Liste der FFH-Gebiete im Landkreis Mühldorf am Inn zeigt die FFH-Gebiete des oberbayerischen Landkreises Mühldorf am Inn in Bayern. Teilweise überschneiden sie sich mit bestehenden Natur-, Landschaftsschutz- und EU-Vogelschutzgebieten.
Im Landkreis befinden sich sechs und zum Teil mit anderen Landkreisen überlappende FFH-Gebiete.
| Ebersberger und Großhaager Forst                             | BW | 7837-371 WDPA: 555522044 | Landkreis Ebersberg, Landkreis Mühldorf am Inn                                 | | ⊙ | 3.840,44 |  |
| Grünbach und Bucher Moor                                     | BW | 7741-371 WDPA: 555522022 | Landkreis Mühldorf am Inn, Landkreis Altötting                                 | | ⊙ | 150,55   |  |
| Innauen und Leitenwälder                                     |    | 7939-301 WDPA: 555522076 | Landkreis Mühldorf am Inn, Landkreis Rosenheim                                 | | ⊙ | 3.553,00 |  |
| Isental mit Nebenbächen                                      |    | 7739-371 WDPA: 555522021 | Landkreis Erding, Landkreis Mühldorf am Inn                                    | | ⊙ | 766,01   |  |
| Kammmolch-Habitate in den Landkreisen Mühldorf und Altötting | BW | 7842-371 WDPA: 555522047 | Landkreis Mühldorf am Inn, Landkreis Altötting                                 | | ⊙ | 113,57   |  |
| Mausohrkolonien im Unterbayerischen Hügelland                |    | 7839-371 WDPA: 555522045 | Landkreis Erding, Landkreis Mühldorf am Inn, Landkreis Pfaffenhofen an der Ilm | Mausohrkolonien in 7 Kirchen in 7 Landkreisen: Zeilarn (PAN), Frichlkofen (DGF), Trostberg (TS), Gars/Inn (MÜ), Scheyarn (PAF), Hohenwart (AÖ), Schwindkirchen (ED). | ⊙ | 0,00     |  |
| Legende für Fauna-Flora-Habitat                              |    |                          |                                                                                | |   |          |  |

## Einzelnachweis
1. ↑  BfN, Natura 2000, FFH-Gebiet 7839-371

- Karte mit allen Koordinaten:
- OSM |
- WikiMap